# Punta Ventana (Livingston-Insel)
Punta Ventana (von spanisch ventana ‚Fenster‘) ist eine Landspitze im Norden der Livingston-Insel im Archipel der Südlichen Shetlandinseln. Auf der Ostseite des Kap Shirreff, dem nördlichen Ausläufer der Johannes-Paul-II.-Halbinsel, liegt sie südöstlich des Punta Aguayo.
Wissenschaftler der 45. Chilenischen Antarktisexpedition (1990–1991) benannten sie nach einem hier entdeckten Felsenloch, das sie an ein Fenster erinnert hatte.